# اوکلند (کامیونیتی)، شهرستان جفرسون، ویسکانسین
اوکلند (به انگلیسی: Oakland) یک منطقهٔ مسکونی در ایالات متحده آمریکا است که در شهرستان جفرسون، ویسکانسین واقع شده‌است. اوکلند ۲۶۷٫۹۲ متر بالاتر از سطح دریا واقع شده‌است.